# Comores aux Jeux paralympiques
Les Comores participent pour la première fois aux Jeux paralympiques aux Jeux paralympiques d'été de 2012 à Londres, avec un seul sportif, le nageur Ahamada Hassani Djaé. Le pays n'a remporté aucune médaille depuis son entrée en lice dans la compétition. 
Une délégation comorienne devait se présenter aux Jeux paralympiques d'été de 2016 à Rio de Janeiro mais se retire une semaine avant le début des Jeux.